# Gouden Griffel
Der Gouden Griffel (Goldener Griffel) ist der bedeutendste niederländische Literaturpreis für Jugendliteratur. Er wird jährlich seit 1971 von der Stichting Collectieve Propaganda van Het Nederlandse Boek verliehen. Im Gegensatz zu dem von derselben Organisation vergebenen Zilveren Griffel wird der Gouden Griffel nur an Autoren vergeben, die ihre Bücher in niederländischer Sprache geschrieben haben. Von 1954 bis 1970 wurde das Kinderbuch des Jahres (Kinderboek van het jaar) verliehen.
2004 wurde erstmals der „Griffel der Griffel“ verliehen, an Tonke Dragt.
Siehe auch → Zilveren Griffel

## Preisträger

### Kinderbuch des Jahres (1954 bis 1970)
- 1954: An Rutgers van der Loeff-Basenau, Lawines razen
- 1955: Cor Bruyn, Lasse Länta
- 1956: Miep Diekmann, De boten van Brakkeput
- 1957: Annie M. G. Schmidt, Wiplala
- 1958: Harriët Laurey, Sinterklaas en de struikrovers
- 1959: C.E. Pothast-Gimberg, Corso het ezeltje
- 1960: keine Verleihung (seit 1961 wurde der Preis nach dem Jahr benannt, in dem die Preisverleihung erfolgte, deshalb gab es 1960 keinen Preis)
- 1961: Jan Blokker, Op zoek naar een oom
- 1962: Jean Dulieu, Paulus, de hulpsinterklaas
- 1963: Tonke Dragt, De brief voor de koning
- 1964: W.F.H. Visser, Niku, de koerier
- 1965: Paul Biegel, Het sleutelkruid. dt.: Das Schlüsselkraut. Ein Märchen. Bertelsmann, München 1991 ISBN 3-570-20053-1.
- 1966: Mies Bouhuys, Kinderverhalen (Kinderbuch), und Toos Blom, Loeloedji, kleine rode bloem (Jugendbuch)
- 1967: keine Verleihung
- 1968: Hans Werner, Mattijs Mooimuziek (Kinderbuch), und Siny van Iterson, De adjudant van de vrachtwagen (Jugendbuch)
- 1969: Hans Andreus, Meester Pompelmoes en de Mompelpoes (Kinderbuch), und Henk van Kerkwijk, Komplot op volle zee (Jugendbuch)
- 1970: Harriet Laurey, Verhalen van de spinnende kater (Kinderbuch), und Frank Herzen, De zoon van de woordbouwer (Jugendbuch)

### Goldener Griffel (seit 1971)
- 1971: Leonie Kooiker, Het malle ding van Bobbistiek, und Alet Schouten, De mare van de witte toren
- 1972: Paul Biegel, De kleine kapitein dt.: Der kleine Kapitän, dtv, München 1977 ISBN 3-423-07291-1, und Jan Terlouw, Koning van Katoren
- 1973: Jan Terlouw, Oorlogswinter, und Henk Barnard, De Marokkaan en de kat van tante Da
- 1974: Jaap ter Haar, Het wereldje van Beer Ligthart, und Thea Beckman, Kruistocht in spijkerbroek
- 1975: Simone Schell, De nacht van de heksenketelkandij
- 1976: Guus Kuijer, Met de poppen gooien
- 1977: Henk Barnard, Kon Hesi Baka/Kom gauw terug
- 1978: Miep Diekmann, Wiele wiele stap und Els Pelgrom, De kinderen van het Achtste Woud
- 1979: Guus Kuijer, Krassen in het tafelblad
- 1980: Simone Schell, Zeezicht
- 1981: Annie M. G. Schmidt, Otje
- 1982: Nannie Kuiper, De eend op de pot
- 1983: Anton Quintana, De bavianenkoning
- 1984: Veronica Hazelhoff, Auww!
- 1985: Els Pelgrom, Kleine Sofie en Lange Wapper
- 1986: Willem Wilmink, Waar het hart vol van is und Joke van Leeuwen, Deesje
- 1987: Harriët van Reek, De avonturen van Lena lena
- 1988: Toon Tellegen, Toen niemand iets te doen had
- 1989: Wim Hofman, Het vlot
- 1990: Els Pelgrom, De eikelvreters
- 1991: Tine van Buul und Bianca Stigter, Als je goed om je heen kijkt zie je dat alles gekleurd is
- 1992: Max Velthuijs, Kikker en het vogeltje
- 1993: Paul Biegel, Nachtverhaal, dt.: Nachtgeschichten, Middelhauve, München ISBN 3-7876-9677-6
- 1994: Toon Tellegen, Bijna iedereen kon omvallen
- 1995: Ted van Lieshout, Begin een torentje van niks
- 1996: Guus Middag, Ik maak nooit iets mee
- 1997: Sjoerd Kuyper, Robin en God
- 1998: Wim Hofman, Zwart als inkt
- 1999: Annie Makkink, Helden op sokken
- 2000: Guus Kuijer, Voor altijd samen, amen
- 2001: Ingrid Godon und André Sollie, Wachten op matroos
- 2002: Peter van Gestel, Winterijs
- 2003: Daan Remmerts de Vries, Godje
- 2004: Hans Hagen, De dans van de drummer
- 2005: Guus Kuijer, Het boek van alle dingen
- 2006: Mireille Geus, Big
- 2007: Marjolijn Hof, Een kleine kans
- 2008: Jan Paul Schutten, Kinderen van Amsterdam
- 2009: Peter Verhelst, Het geheim van de keel van de nachtegaal
- 2010: Daan Remmerts de Vries, Voordat jij er was
- 2011: Simon van der Geest, Dissus
- 2012: Bibi Dumon Tak, Winterdieren
- 2013: Simon van der Geest, Spinder,  dt.: Krasshüpfer, Thienemann-Esslinger, Stuttgart ISBN 978-3-522-18425-0
- 2014: Jan Paul Schutten, Het raadsel van alles wat leeft en de stinksokken van Jos Grootjes uit Driel, dt.: Evolution oder Das Rätsel von allem, was lebt, Gerstenberg, Hildesheim ISBN 978-3-8369-5797-7
- 2015: Bette Westera, Doodgewoon, dt.: Überall & Nirgends, Susanna Rieder Verlag, München ISBN 978-3-946100-09-6
- 2016: Anna Woltz, Gips, dt.: Gips oder Wie ich an einem einzigen Tag die Welt reparierte, Carlsen, Hamburg ISBN 978-3-551-55676-9
- 2017: Koos Meinderts, Naar het noorden
- 2018: Annet Schaap, Lampje, dt.: Emilia und der Junge aus dem Meer, Thienemann-Esslinger, Stuttgart ISBN 978-3-522-18492-2
- 2019: Gideon Samson für Zeb. Illustrationen von Joren Joshua
- 2020: Bette Westera für Uit elkaar
- 2021: Pieter Koolwijk für Gozert